# Capra sălbatică
Capra sălbatică (Capra aegagrus) este o specie de capre, larg răspândită, cu un areal ce se întinde din Europa și Asia Mică până în Asia Centrală și Orientul Mijlociu. Ea este strămoșul caprei domestice.

## Descriere
În sălbăticie, caprele din această specie trăiesc în turme de până la 500 de indivizi; masculii sunt solitari. Femelele dau naștere, uzual, unui singur făt. Maturitatea sexuală femelele o ating la vârsta de 1½–2½ ani, masculii la 3½–4 ani. Durata de viață este de 12 la 22 de ani.

## Subspecii
- Capra aegagrus aegagrus
- Capra aegagrus blythi
- Capra aegagrus chialtanensis
- Capra aegagrus cretica

- Capra aegagrus hircus (capra domestică)
- Capra aegagrus turcmenica
- Capra aegagrus pictus

## Răspândire
| - Afganistan - Albania - Armenia - Azerbaidjan - Bulgaria | - Cipru - Georgia - Grecia - India - Iran | - Irak - Israel - Italia - Kașmir - Liban | - Malta - Oman - Pakistan - Republica Macedonia - Rusia | - Serbia - Siria - Turcia - Turkmenistan |